# Begunec (film, 1973)
Begunec je slovenska vojna drama iz leta 1973 v režiji Janeta Kavčiča po scenariju Kavčiča, Marjana Rožanca, Mirča Šušmela in Matjaža Zajca. Filmsko dogajanje je postavljeno v čas druge svetovne vojne, ko prijatelja najprej loči ljubezen do istega dekleta, nato pa še eden odide v partizane, drugi med domobrance.

## Igralci
- Janez Albreht kot kmet
- Danilo Bezlaj kot sodnik
- Polde Bibič kot Malovrh
- Demeter Bitenc kot agent
- Metka Bučar kot kmetica
- Boris Cavazza kot Ernest
- Janez Eržen kot italijanski urednik
- Sergej Ferrari kot šef policije
- Slavka Glavina kot kmetica
- Milena Grm kot sestra
- Janez Hočevar - Rifle kot belogardist
- Črt Kanoni kot Zidenek
- Boris Kralj kot cvikeraš
- Ljudmila Lisina kot Ana
- Marija Lojk kot Marija
- Bojan Maroševič kot dolgin
- Andrej Nahtigal kot belogardist
- Duša Počkaj kot sodnikova
- Vinko Podgoršek kot zapornik
- Bogdan Pogačnik kot italijanski oficir
- Majda Potokar kot prednica
- Miro Pribela kot ilegalec
- Franci Prus kot kmet
- Janez Rohaček kot Filip
- Jože Rus kot karabinjer
- Lojze Sadar kot kmet
- Majda Sepe kot Italijanka
- Rade Šerbedžija kot Ivan
- Janez Škof kot mlinar
- Slavko Švajger kot profesor Sfiligoj
- Marina Urbanc kot deklica
- Jure Vizjak kot podoficir